# Шампиньон большой лесной
Шампиньо́н большо́й лесно́й (лат. Agaricus langei) — гриб из рода Шампиньон (Agaricus) семейства Шампиньоновые (Agaricaceae). 
Научные синонимы:
- Psalliota langei F.H. Møller, 1950 basionym
- Agaricus langei var. mediofuscus (F.H. Møller) Wasser, 1978

Русские синонимы:
- Шампиньон Ланге

## Описание
Плодовые тела достигают относительно крупных размеров.
Шляпка диаметром до 15 см, полушаровидная, раскрывается до плоской с округлым бугорком. Кожица светло-коричневая, покрыта ржаво-коричневыми волокнистыми чешуйками.
Мякоть белая, на срезе сразу становится кроваво-красной, в ножке хрупкая. Запах приятный, грибной или кисловатый.
Ножка длиной до 12 см, под кольцом коричневая, волокнистой структуры.
Пластинки свободные, частые, сначала розоватые, при созревании меняют цвет на коричневый а затем почти чёрный.
Остатки покрывал: кольцо на ножке тонкоплёнчатое, свисающее, вольва отсутствует.
Споровый порошок тёмно-коричневый.

## Экологияи распространение
Встречается в хвойных лесах на меловых почвах, в лиственных лесах появляется редко.
Сезон август — октябрь.

## Сходные виды
Съедобные
Другие краснеющие шампиньоны с чешуйчатой или волокнистой шляпкой:
- Шампиньон лесной (Agaricus silvaticus)
- Шампиньон тёмно-красный (Agaricus haemorrhoidarius)

Ядовитые
Слабо ядовитые шампиньоны имеют обычно желтеющую мякоть и неприятный запах фенола (карболовой кислоты или чернил):
- Шампиньон желтокожий (Agaricus xanthodermus)
- Шампиньон Мёллера (Agaricus moelleri)

Североамериканские виды:
- Agaricus californicus
- Agaricus hondensis

## Пищевые качества
Съедобный гриб хорошего качества.